# فضيل دوب
فضيل دوب  (1975 الجزائر) هو لاعب كرة قدم جزائري.